# Wenchi
Wenchi is een plaats in Ghana (regio Brong-Ahafo). De plaats telt 28 141 inwoners (census 2000).